# Vízmburk
Vízmburk je zřícenina hradu nacházející se v katastru obce Havlovice v Královéhradeckém kraji. Od roku 1964 je chráněna jako kulturní památka. Zřícenina je majetkem České republiky a její správu zajišťuje Národní památkový ústav. Údržby a konzervace ruin se ujal místní spolek.

## Historie
Hrad Vízmburk je poprvé zmíněn k roku 1279 v Dalimilově kronice, v níž se o něm hovoří v souvislosti s Tasem z Vízmburka (syn Petra ze Skalice), který byl pravděpodobně prvním majitelem hradu. Tas z Vízmburka náležel k mocnému východočeskému rodu Pánů erbu zlatého třmene, kteří ve 13. století kolonizovali oblast severovýchodních Čech. Po Tasově smrti roku 1304 hrad s panstvím přešel na jeho syna Jaroše, který jej někdy před rokem 1309 prodal Milotovi z Pnětluk. Někdy v letech 1327–1330 se hrad dostal do držení pánů z Dubé, kteří hrad drželi až do jeho zničení v roce 1447.

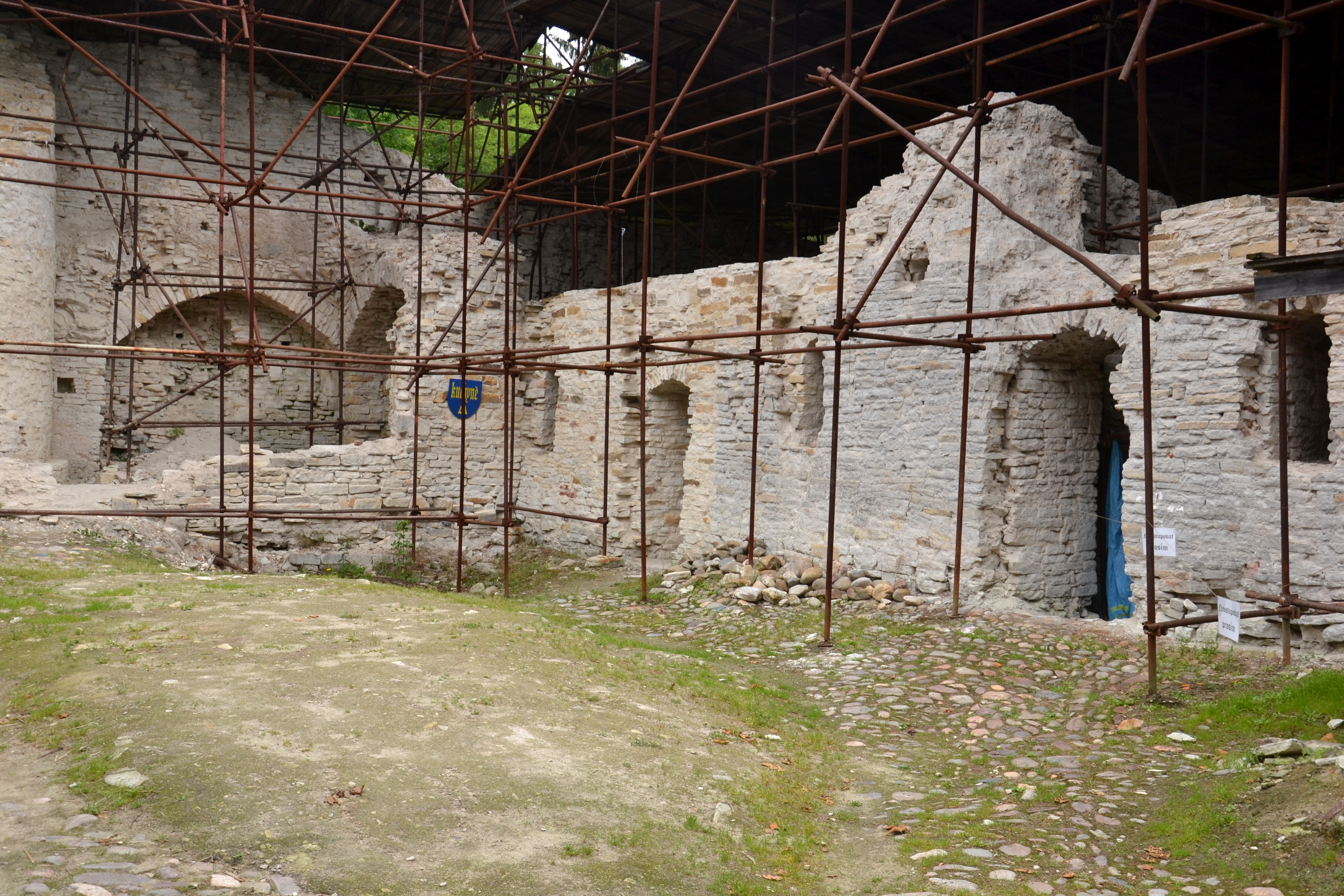
Nádvorní strana východního paláce s kuchyní v pozadí

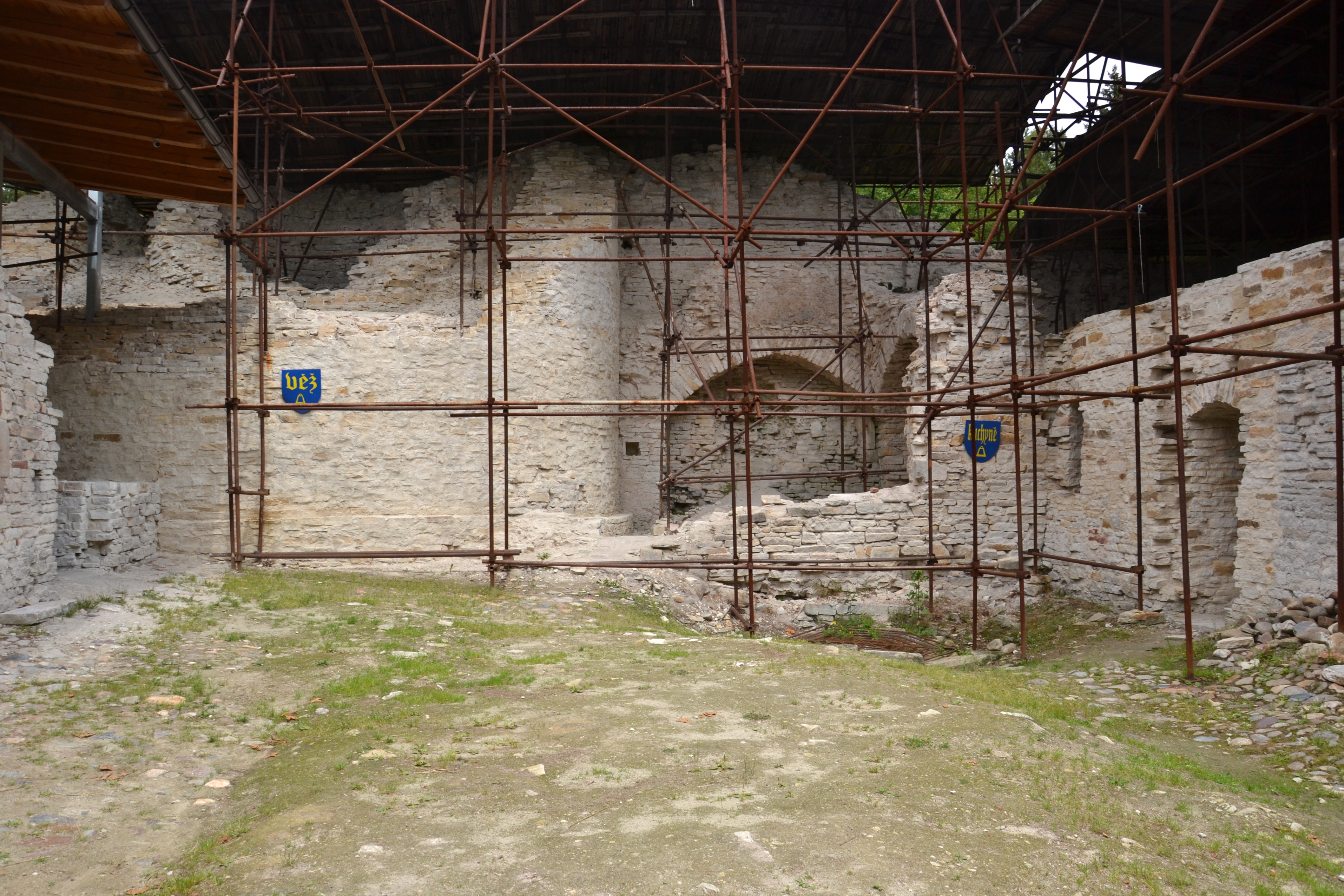
Severní strana nádvoří s torzem bergfritu a objektem kuchyně

Posledním majitelem hradu byl Jiří z Dubé a z Vízmburka, který na hradě již trvale nesídlil. Přítomná vojenská posádka se v neklidných letech po husitských válkách aktivně účastnila spolu s posádkami dalších hradů ve východních Čechách loupeživých výpadů proti slezským městům. Ta se roku 1447 spojila a hrad Vízmburk s dalšími hrady v okolí odkoupila a pobořila. O této události informují Staré letopisy české:
| „ | „Téhož léta po sv. Duchu všecka kniežata slezská a města Vratislav, Svídnice, Gerlice, Budyšín, Žitava a jiná města jim příležící vytrhli, a sebravše s sebe penieze, splatili hrady pánuom a zamanóm, s kterýchžto škod a zlodějstva činili, jako Vitsemburk, páně Jiříkuov, Adršpach páně Hynkuov, Žacléř někdy Hanušuov, Belver a Skály páně Salavóv, kteréžto splatili hotovými penězi a potom zbořili a zkazili; ale vsí a platuov nechali jmenovaným pánuom všechněm.“ | “ |

O akci Slezanů se nedochovaly žádné prameny, které by přiblížily předchozí jednání o výkupu hradů. Podle Petra Čorneje byl postup slezských knížat vzorovým příkladem pacifikace neklidného pohraničí. Jejich řešení bylo unikátní a nákladné, ale jistě levnější než případné obléhání.
Po zboření hradu Vízmburk se k němu začaly pojit pověsti o pokladu, který se má nacházet v jeho sklepeních.

## Výzkum a zpřístupnění
Další osud hradu se začal psát až roku 1972, kdy byl na zalesněném pahorku zahájen archeologický výzkum pod vedením Antonína Hejny z Archeologického ústavu Československé akademie věd. Výzkum, který byl původně naplánován jako jednosezónní, se na základě unikátního objevu zdiva s klenebním výběhem žebrové klenby ze 13. století protáhl až do roku 1984. Během těchto třinácti let byla z porostlého pahorku vykopána zřícenina hradu, jehož zdi dosahovaly výšky až osm metrů. Kromě odhalení architektury samotného hradu bylo archeologickým výzkumem získáno velké množství archeologických nálezů a architektonických článků. Dobový tisk hrad nazýval podkrkonošskými Pompejemi. V roce 1985 výzkum již kvůli zdravotnímu stavu Antonína Hejny nepokračoval a následujícího roku, 1986, Antonín Hejna zemřel. V roce 1984 byl hrad direktivou Krajského národního výboru v Hradci Králové převeden pod správu Krajského střediska státní památkové péče a ochrany přírody v Pardubicích, a v následujících letech byl správcem provizorně zastřešen a oplocen. V průběhu přípravy obnovy se ukázalo, že se bude jednat o náročnou akci. Jedním z problémů je samotný stavební materiál – měkký pískovec s jílovým tmelem, dalším nedostatek prostředků na obnovu hradu. V letech 2006–2008 byly na hradě zajištěny některé konstrukce, práce však kvůli nedostatku financí dále nepokračovaly. Archeologické nálezy byly uloženy na několika místech, mnohé nebyly ošetřeny a v důsledku restitučních procesů po roce 1989 jim dokonce hrozil zánik. Většina z nich pak byla uložena v provizorních podmínkách.
V roce 2002 vzniklo Sdružení pro Vízmburk, které se soustřeďuje na záchranu archeologických nálezů. Od roku 2005 na hradě probíhají záchranné stavební práce. V roce 2008 sdružení uspořádalo ve spolupráci se správcem hradu Vízmburské slavnosti, během kterých byl hrad výjimečně zpřístupněn návštěvníkům. V následujícím roce začalo sdružení poskytovat návštěvníkům informační servis v podhradí. Hrad byl zpřístupněn opět při příležitosti Vízmburských slavností během druhého víkendu v září. Z iniciativy Sdružení vznikl projekt trvalého zastřešení hradu, z něhož byla v první fázi realizována střecha západního stavení (tzv. purkrabství). Při rekonstrukci v letech 2020–2021 byly dostavěny zdi, opraveny sklepy, zpřístupněna věž a dokončeno zastřešení celého hradu kromě nádvoří. Hrad byl trvale (v turistické sezóně) zpřístupněn v květnu 2021.

## Stavební podoba

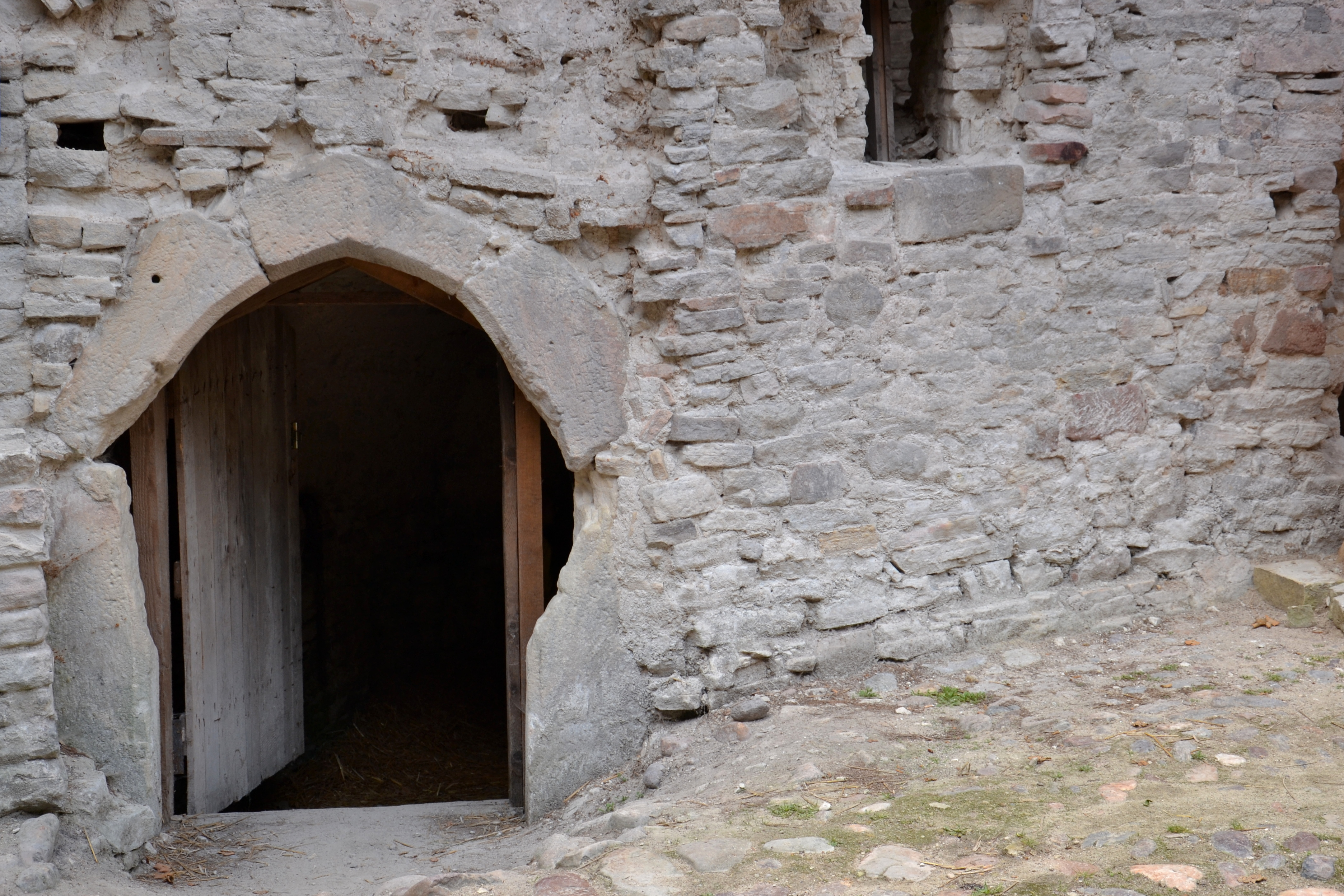
Vstup do východního paláce

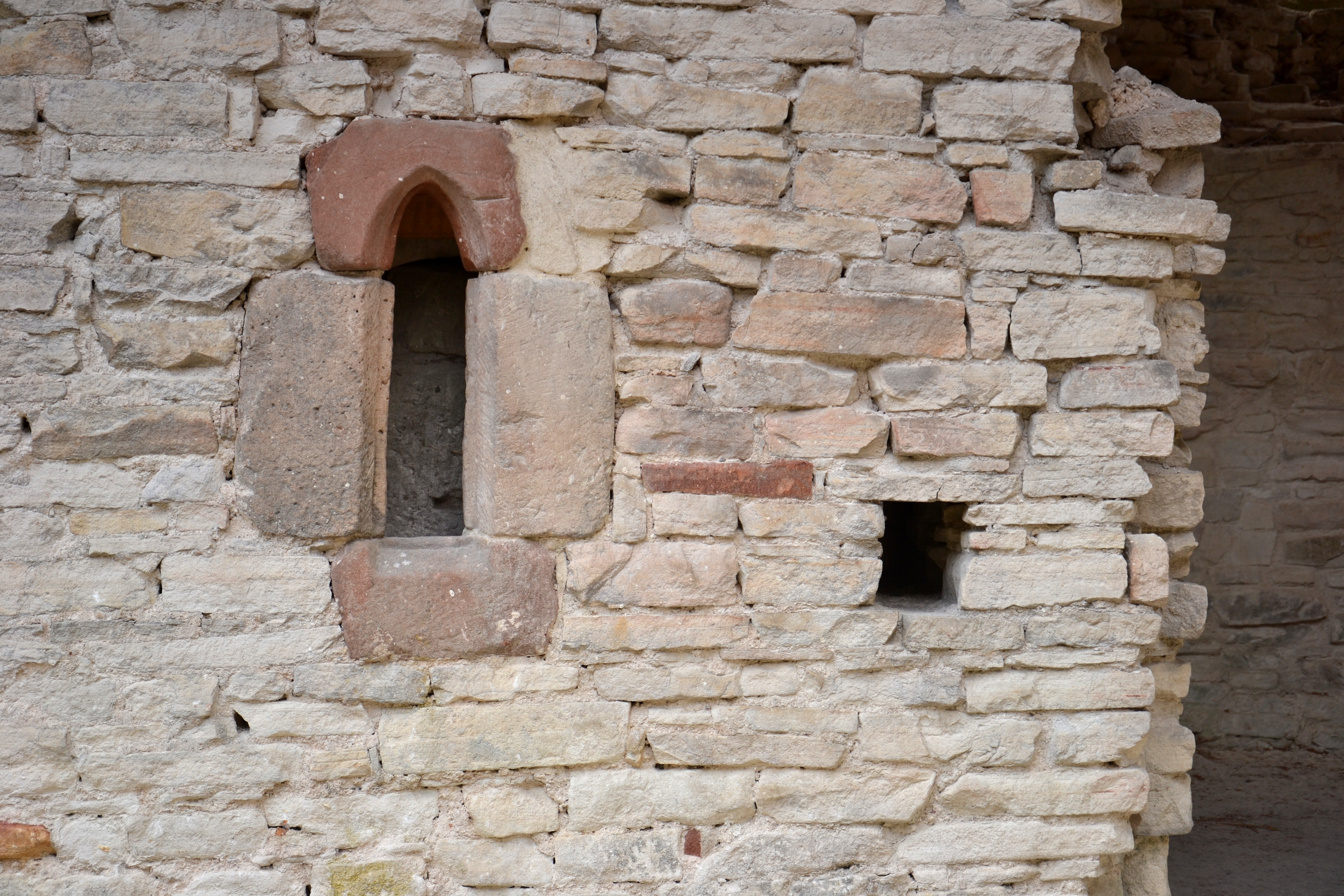
Pískovcové ostění okénka v nádvorní stěně západního paláce

Hrad byl dvoudílný, ale prostor předhradí byl poničen výstavbou novodobých cest. Do hradního jádra se vstupovalo přes příkop věžovitou bránou v nároží vstupní strany. Za ní se nacházel parkán, který obíhal celé jádro. Dominantou jádra byl okrouhlý bergfrit v severozápadním nároží. Pod ním z čela do parkánu vystupovala čtverhranná budova považovaná za kovárnu nebo původní kuchyni. Na západní straně se nacházela druhá brána, kterou se vstupovalo na malé nádvoří. Ze tří stran je obklopovala palácová křídla. Jediný úsek hradby se nacházel na severu mezi bergfritem a protilehlým palácem, ale při některé z mladších úprav byl prostor vyplněn kuchyní s centrálním polygonálním dýmníkem. V zadním paláci býval velký sál zaklenutý křížovou klenbou a v nároží snad byla kaple.
Begfrit má průměr přes jedenáct metrů a tloušťka zdiva dosahuje 420 centimetrů. Věž se dochovala do úrovně podlahy prvního patra, tj. asi osmi metrů vnitřního líce zdiva. Přízemí bylo přístupné po žebříku otvorem v nedochované kupolové klenbě. V přízemí se v síle zdiva nachází velmi neobvyklý dvoudílný prostor, kterým je 125 centimetrů dlouhá přístupová chodbička široká půl metru a zadní svislá šachta s rozměry horní části 67 × 78 centimetrů. Jiří Varhaník ji označil za záchod pro vězně, zatímco podle Vladislava Razíma má tato hypotéza řadu nedostatků, a i přes nedostatek zdokumentovaných případů by se mohlo jednat o trezor k uschování cenností.
Podle Tomáše Durdíka Vízmburk pravděpodobně stavěla stejná stavební huť jako klášter v Polici nad Metují. Hrad byl podle něj zmenšeninou královských hradů s obvodovou zástavbou a šlechtický stavebník jej zvolil jako doklad svých možností, byť staveniště rozměry odpovídalo běžnému šlechtickému hradu. V dobovém kontextu byla také výjimečná existence samostatné kaple.